# Thymus roseus
Thymus roseus — вид рослин родини глухокропивові (Lamiaceae), поширений у Казахстані, Монголії, Росії (Алтай, Красноярськ, Західний Сибір).

## Опис
Рослина 1–5 см. Стебла довгі, здерев'янілі, стеляться, численні, квітконосні пагони висхідні, з їхніх пазух листків також виходять квітконосні або укорочені пагони. Квітконосні пагони 1–2.5 см заввишки, рожеві або злегка червонуваті, запушені більш густо під суцвіттям вниз спрямованими напів-відстаючими волосками. Листки оголені, від довгасто-еліптичних до довгасто-зворотнояйцюватих, 4–9 × 2–3.5 мм, черешкові. Черешки на краю й основа платини війчасті. Суцвіття головчасте; чашечка зелена блідо-фіолетова, лежачо-волосата, 3.5–4.5 мм завдовжки; віночок 5–7 мм завдовжки, блідо-рожевий.

## Поширення
Поширений у Казахстані, Монголії, Росії (Алтай, Красноярськ, Західний Сибір).
Населяє кам'янисті схили гір, скелі, осипи.